# 주제프 보렐
주제프 보렐 푼텔례스(카탈루냐어: Josep Borrell Fontelles, 1947년 4월 24일 례이다도 라푸블라데세구르 ~ )는 스페인의 정치인이다. 소속 정당은 스페인 사회노동당이다.

## 생애

### 유년 시절
에스파냐 왕국 라푸블라데세구르에서 빵집을 경영하던 아버지의 아들로 태어났다. 기초 교육은 독서를 통해 보완했고 예이다에서 중등 교육을 수료했다. 바르셀로나에서 공업 회계를 전공했지만 1965년에 바르셀로나를 떠났다. 1969년 마드리드 공과대학교에서 항공 공학을 졸업했으며 마드리드 콤플루텐세 대학교에서 경제학을 전공했다.

### 야당 정치인으로서 삶
1991년 3월 12일부터 1996년 5월 6일까지 스페인 공공 사업·환경부 장관을 역임했으며 1993년 6월 6일부터 2004년 4월 2일까지 바르셀로나 선거구에서 선출된 스페인 대의원(스페인의 하원) 의원을 역임했다. 1998년 4월 24일부터 1999년 5월 14일까지는 스페인 대의원의 원내 야당 대표를 역임했다.

### 유럽 의회 의장
2004년부터 2009년까지 유럽 의회의 스페인 대표 의원을 역임했고 2004년 7월 20일부터 2007년 1월 15일까지 유럽 의회 의장을 역임했다.

### 스페인의 외교부 장관
2010년대 후반에는 일선 정치에서 후퇴하였으며, 2018년부터 2019년까지 스페인 외교부의 장관직을 역임하였다.

### 유럽 연합 외교 문제·안보 정책 고위대표
2019년 12월 1일 페데리카 모게리니의 뒤를 이어 유럽연합의 외교안보 수장으로 임명되었으며, 2024년까지 역임하였다.